# DIN lang

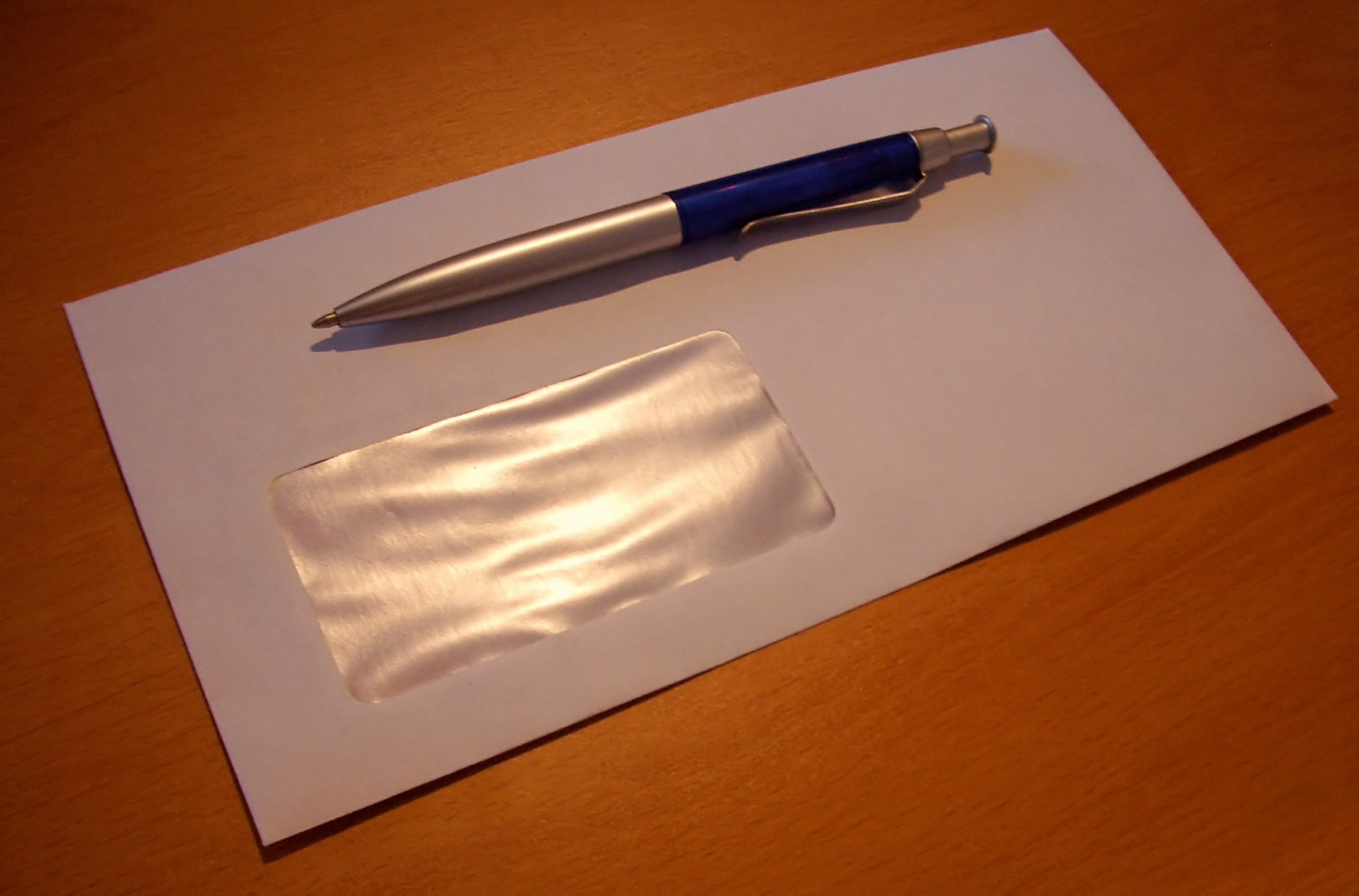
Fensterbriefumschlag im Format DL

DIN lang ist die umgangssprachliche Bezeichnung für mehrere ähnliche Formate für Briefumschläge, die ursprünglich zur Verwendung für zweifach quer gefaltete Briefbogen DIN A4 gedacht sind, sowie für weitere zu diesen Umschlägen passende Einlageformate. Die Bezeichnung lehnt sich an die Papierformate nach DIN an. 
Genormt nach DIN sind:
- die Briefumschlagsformate 
  - DL: 110 mm × 220 mm[1]
  - C6/C5: 114 mm × 229 mm[1]
- das Papierformat (Endformat) 1⁄3 A4: 99 mm × 210 mm[2]
- das Papierformat (Endformat) durch Faltung von Briefbogen A4 für Fensterbriefumschläge DL oder C6/C5: 105 mm × 210 mm[3][4]

## Deutschland und Österreich
In Deutschland und Österreich sind Briefumschläge im Format DL und C6/C5 im geschäftlichen Briefverkehr die meistverwendeten Briefhüllen. Die ebenfalls genormte Ausführung mit Sichtfenster erlaubt den Versand von nach DIN 5008 gestalteten, auf 105 mm × 210 mm gefalteten Schriftstücken ohne zusätzliche Adress- und Absenderbeschriftung des Umschlags. Das Fenster ist 90 mm breit und 45 mm hoch, es liegt 20 mm vom linken und 15 mm von unteren Rand entfernt. 
Viele Druckerzeugnisse, beispielsweise Faltblätter, Kurzmitteilungen und Beilagen in Heftform, werden speziell für den Versand im DIN-lang-Umschlag gestaltet, da dieses Umschlagformat neben dem für diese Zwecke wenig geeigneten C6-Format die niedrigsten Portokosten verursacht.

## Schweiz
In der Schweiz findet dieser Umschlag kaum Verwendung. Während früher ausschließlich C6 verwendet wurde, ist heute C5 Standard. Für die Post sind die Kosten für den Versand eines C5 nur marginal größer als der eines DIN-lang-Kuverts und deshalb in der Schweiz für Kunden auch gleich teuer. Hingegen überwiegen die Vorteile der einfachen Faltung des C5 gegenüber der doppelten Faltung beim DIN lang.